# St. Lucia
St Lucia è un centro abitato del Sudafrica, situato nella Provincia del KwaZulu-Natal.

## Storia
Le prove dei primi esseri umani che vivevano nelle grotte in alto sui monti Lebombo risalenti a 130.000 anni fa hanno fornito agli scienziati indizi sullo stile di vita di questi coloni preistorici. Solo in questa grotta sono stati recuperati circa 69.000 utensili in pietra e vari resti umani. Alcuni di questi strumenti risalgono al paleolitico e al mesolitico (da 130.000 a 30.000 anni fa).
Santa Lucia fu nominata per la prima volta nel 1554 come Rio dos Medos do Ouro (in alternativa Rio dos Médãos do Ouro - Fiume delle dune d'oro) dai sopravvissuti della nave portoghese São Bento. In questa fase, solo la foce del fiume Tugela era conosciuta come Santa Lucia. Più tardi, nel 1575, al fiume Tugela fu dato l'attuale nome. Il 13 dicembre 1575, giorno della festa di Santa Lucia di Siracusa, Manuel Peresterello ribattezzò la zona della foce in "Santa Lucia".
Nel 1822, St Lucia fu proclamata dagli inglesi una township. La Baia di Santa Lucia fu oggetto di un contratto stipulato nel 1884 per conto della società commerciale del tedesco Adolf Lüderitz sulla costa dell'Africa meridionale. Secondo Lüderitz, la baia avrebbe dovuto essere posta sotto la "protezione" dell'Impero tedesco. A seguito di un breve confronto anglo-tedesco, la richiesta fu respinta nel 1885 a favore del controllo britannico.
Nel 1895 fu proclamata la riserva di caccia "St Lucia Game Reserve", 30 km a nord della città. Dal 1971, il lago St Lucia, le spiagge delle tartarughe e le barriere coralline del Maputaland sono state elencate dalla Convenzione sulle zone umide di importanza internazionale (Convenzione di Ramsar). Nel dicembre 1999, il parco è stato inserito nell'elenco dei patrimoni dell'umanità dell'UNESCO.

### Ambizioni coloniali tedesche
Il tentativo tedesco di acquisizione della Baia di Santa Lucia avvenne durante una fase della corsa all'Africa, caratterizzata dalle rapide acquisizioni coloniali tedesche. Tra le altre cose, l'acquisizione di Adolf Lüderitz in quella che sarebbe poi diventata l'Africa Tedesca del Sud-Ovest il 24 aprile 1884 ottenne la protezione del Reich. Tali dichiarazioni di protezione erano in diretta concorrenza con la Gran Bretagna. In Camerun nel luglio 1884 trascorsero solo pochi giorni tra l'arrivo dei rappresentanti tedeschi e britannici per dimostrare le pretese di proprietà, con i tedeschi appena davanti agli inglesi. La Gran Bretagna era quindi ansiosa di mantenere la sua sfera di influenza in Africa sugli interessi tedeschi.
Lüderitz coltivava il sogno di un'area coloniale tedesca contigua dall'Africa sudoccidentale all'Oceano Indiano per avviare una cooperazione economica con gli stati boeri (idea che sarà poi rielaborata dai nazionalisti tedeschi col concetto della Mittelafrika). Questi piani si scontrarono con la crescente presenza degli inglesi nell'Africa meridionale.
All'inizio del 1884, Lüderitz incontrò il viaggiatore tedesco August Einwald di Heidelberg, che inviò nella regione degli Zulu sulla costa sud-orientale dell'Africa nel maggio dello stesso anno. Otto von Bismarck consigliò personalmente Lüderitz contro ulteriori acquisizioni in Oriente, ma non era né disposto né in grado di revocare l'ordine. Nel novembre 1884, Einwald arrivò nello Zululand, dove i coloni di confine boeri avevano proclamato lo "Stato libero" della Nuova Repubblica (Nieuwe Republiek).
Einwald indossava un'uniforme prussiana quando incontrò i capi africani, aveva esposto una bandiera tedesca sulla propria auto e ha affermato di essere in contatto con Bismarck. Mentre suscitava la diffidenza dei boeri, trovò appoggio nell'avventuriero tedesco Adolf Schiel di Francoforte sul Meno, che era stato scelto dai boeri come consigliere e ministro del giovane re zulu Dinuzulu ka Cetshwayo. Con alcuni gioielli e la promessa di protezione tedesca da boeri e inglesi, Einwald e Schiel ricevettero un documento da Dinuzulu il 13 novembre 1884, che dava loro i diritti su 60.000 acri di terra, secondo altre informazioni 100.000 acri, di terra sulla Baia di Santa Lucia. Con la promessa di trasferire incondizionatamente i suoi diritti a Lüderitz, Schiel si recò immediatamente a Brema. Lüderitz ricevette un telegramma da Einwald il 25 novembre, dopo di che chiese al Ministero degli Esteri la protezione del Reich per la "Costa Zulu". L'SMS Gneisenau con a bordo il console generale Gerhard Rohlfs venne di conseguenza riassegnato lo stesso 2 dicembre per mettere le aree sotto la protezione tedesca. Come parte della sua pragmatica politica d'oltremare, Bismarck apparentemente vide fin dall'inizio che la baia di Santa Lucia non era un'area da mantenere, ma un vantaggioso oggetto di compensazione per il Camerun nei confronti dell'Inghilterra. Einwald si sentì tradito da Schiel e le sue lamentele portarono a un contrordine per Rohlfs il 5 dicembre.
Alla fine di novembre 1884 il trattato divenne noto nella Colonia del Capo e chiamò gli inglesi all'azione. Il 18 dicembre 1884, la nave da guerra britannica HMS Goshawk attraversò la baia al comando del tenente William John Moore, che issò la bandiera britannica a terra. La baia era già stata ceduta alla Gran Bretagna il 5 ottobre 1843 dal capo zulu Mpande, senza che ciò fosse reso noto pubblicamente. Bismarck non voleva provocare un'unione anglo-boera contro la Germania e quando Schiel gli chiese di emettere ufficialmente un trattato di protezione per la baia di Santa Lucia all'inizio del 1885, il Cancelliere si rifiutò di farlo. Poiché alla restituzione della baia in favore della Gran Bretagna Bismarck chiese come contropartita delle concessioni in Camerun, venne raggiunto rapidamente un accordo. Il governo imperiale tedesco infine emise una deroga il 7 maggio 1885 a Londra, che fu incorporata nell'accordo anglo-tedesco pubblicato il 20 giugno 1885 sulla delimitazione territoriale nell'Africa occidentale.

## Il parco naturale

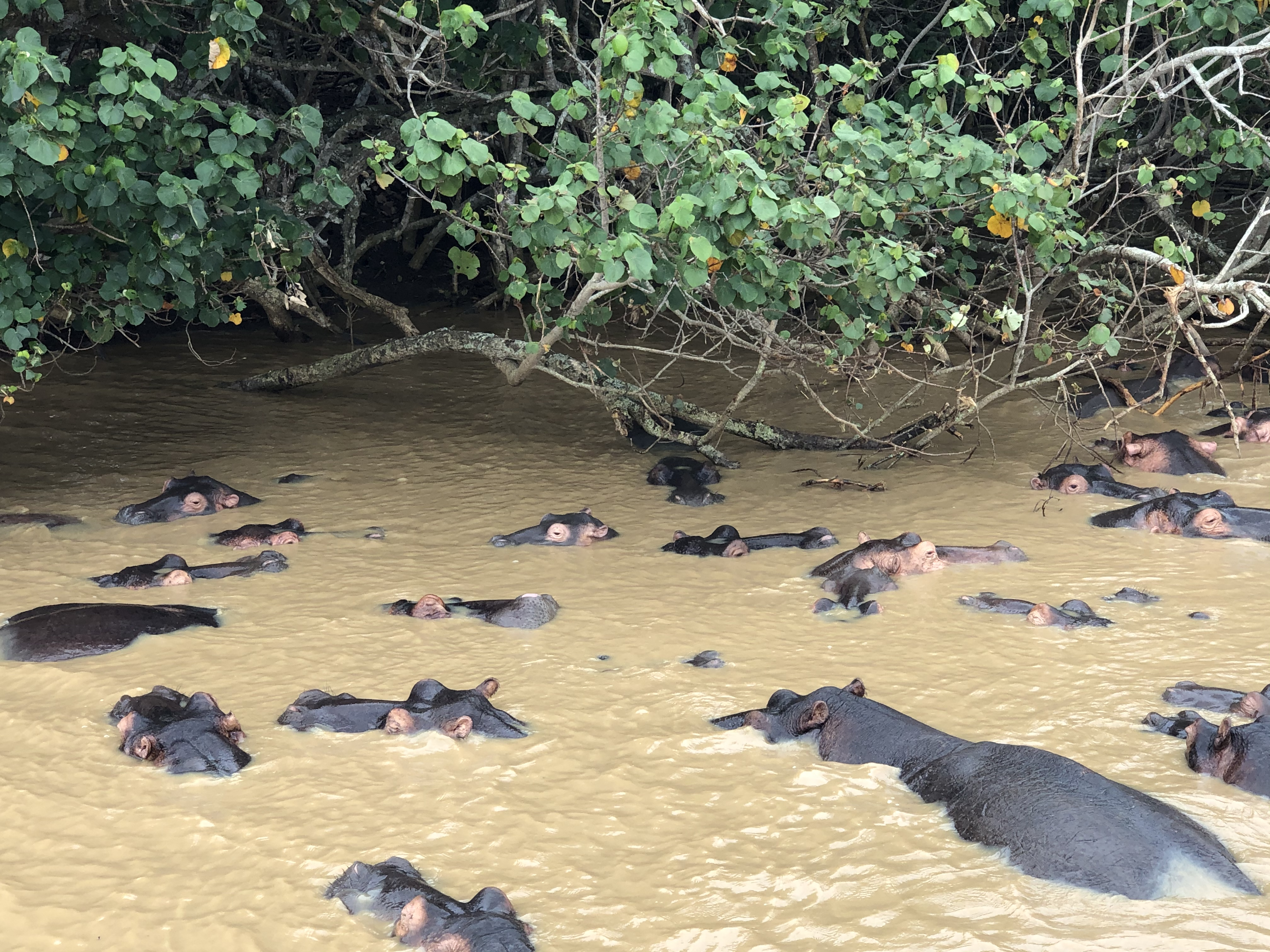
Ippopotami nel parco di St. Lucia

Il parco naturale è la casa di 1.200 coccodrilli del Nilo e circa 800 ippopotami; quest'ultimi spesso attraversano le strade durante la notte.
Tra gli altri animali presenti, si annovera il leopardo, il cudù maggiore e il rinoceronte nero, nonché una ricca avifauna e numerose specie di invertebrati.